# 高知青年師範学校
| 高知青年師範学校 （高知青師） | 高知青年師範学校 （高知青師） |
| ----------------------------- | ----------------------------- |
| 創立                          | 1944年                        |
| 所在地                        | 高知市                        |
| 初代校長                      |                               |
| 廃止                          | 1951年                        |
| 後身校                        | 高知大学                      |
| 同窓会                        |                               |

高知青年師範学校 （こうちせいねんしはんがっこう） は、1944年 （昭和19年） に設立された青年師範学校である。

## 概要
- 1923年 （大正12年） 設立の高知県立実業補習学校教員養成所を起源とする。
- 1944年、高知県立青年学校教員養成所 （1935年設立） の国への移管により高知青年師範学校となった。
- 第二次世界大戦後の学制改革で新制高知大学農学部・教育学部の母体となった。

## 沿革

### 前身諸校の時代
- 1923年3月： 高知県立農業学校 （現・県立高知農業高等学校） に高知県立実業補習学校教員養成所を併設。
  - 長岡郡長岡村に所在 （現・南国市東崎）。1年制、農業学校・師範学校卒業者対象。
- 1923年4月： 高知県立実業補習学校教員養成所開所。
- 1926年： 2年制に延長。
- 1935年4月： 高知県立青年学校教員養成所と改称 （2年制）。
- 1939年： 長岡郡大篠村 （現・南国市） に女子教員養成所開設 （1年制）。
- 1943年： 高知市大原町に統合移転。

### 官立高知青年師範学校時代
- 1944年4月1日： 官立移管され、高知青年師範学校となる。
  - 本科3年制 （男子： 農科、女子： 家庭科）。
- 1947年4月： 水産科を増設。
  - 校舎狭隘のため浦戸小学校を一部借用。
- 1947年9月21日： 大久保校長・森本徳右衛門教授ら、高知海軍航空隊跡の払下げを県知事に申請。
  - 海軍航空隊跡 （香美郡日章村、現・南国市物部） は占領軍に接収されていたが、返還の噂があったため先手を打ったとされる[1]。
- 1948年2月： 英連邦軍から日本への航空隊跡地の返還発表。
  - 同年5月、高知製紙 （現・河野製紙） も払下げを申請。青年師範学校との争奪戦となる。
  - 同地が正式に返還されたのは1952年。
- 1948年10月1日： 航空隊跡地問題紛糾で日章村村長・村会議員総辞職。
- 1948年10月25日： 桃井県知事・高橋県会議員ら、県費による中学校建設を地元に提示して解決。
- 1949年5月31日： 新制高知大学発足。
  - 高知青年師範学校は農学部・教育学部の母体として包括された。
  - 日章村の航空隊跡 （現・物部キャンパス） は農学部の用地となり、青年師範学校は高知市大原町に留まった。
- 1951年3月31日： 高知大学高知青年師範学校 （旧制）、廃止。

## 歴代校長
- 大久保松次郎：1945年11月24日[2] -
  - 新制移行時の校長

## 校地の変遷と継承
前身の高知県立青年学校教員養成所から引き継いだ、高知市大原町の校地を廃止まで使用した。高知青年師範学校廃止後の 1951年4月から1964年7月まで、大原地区には高知大学事務局が置かれた。

## 関連書籍
- 『高知大学三十年史』　高知大学三十年史刊行委員会、1982年9月、28頁-32頁・467頁-474頁。